# 제17회 청룡영화상
제17회 청룡영화상은 1996년 12월 12일에 열린 시상식이다.

## 수상 및 후보

### 최우수 작품상
- 축제 - 태흥영화사 수상
- 꽃잎 - 미라신코리아
- 돼지가 우물에 빠진 날 - 동아수출공사
- 은행나무 침대 - 신씨네
- 학생부군신위 - 박철수필름

### 감독상
- 축제 - 임권택 수상
- 투캅스2 - 강우석
- 학생부군신위 - 박철수
- 지독한 사랑 - 이명세
- 꽃잎 - 장선우

### 남우주연상
- 꽃잎 - 문성근 수상
- 귀천도 - 김민종
- 투캅스2 - 박중훈
- 박봉곤 가출 사건 - 안성기
- 은행나무 침대 - 한석규

### 여우주연상
- 박봉곤 가출사건 - 심혜진 수상
- 지독한 사랑 - 강수연
- 피아노 맨 - 이승연
- 3인조 - 정선경
- 본 투 킬 - 심은하

### 남우조연상
- 본 투 킬 - 김학철 수상
- 돈을 갖고 튀어라 - 동방우
- 은행나무 침대 - 신현준
- 박봉곤 가출 사건 - 여균동
- 귀천도 - 장동직

### 여우조연상
- 돼지가 우물에 빠진 날 - 조은숙 수상
- 코르셋 - 문수진
- 학생부군신위 - 방은진
- 축제 - 정경순
- 은행나무 침대 - 진희경

### 신인남우상
- 유리 - 박신양 수상
- 언픽스 - 한재석

### 신인여우상
- 코르셋 - 이혜은 수상
- 꽃잎 - 이정현 수상

### 신인감독상
- 돼지가 우물에 빠진 날 - 홍상수 수상
- 은행나무 침대 - 강제규 수상
- 돈을 갖고 튀어라 - 김상진
- 런어웨이 - 김성수
- 박봉곤 가출 사건 - 김태균
- 유리 - 양윤호
- 귀천도 - 이경영
- 세 친구 - 임순례
- 그들만의 세상 - 임종재
- 코르셋 - 정병각

### 촬영상
- 은행나무 침대 - 박희주 수상

### 기술상
- 은행나무 침대 - 이동준 수상

### 각본상
- 코르셋 - 최문희 수상

### 인기스타상
- 박중훈 수상
- 김민종 수상
- 심혜진 수상
- 정선경 수상

### 한국영화 최다관객상
- 투캅스 2

### 정영일영화평론가상
- 안병섭 수상

### 특별공로상
- 한은진 수상